# Bas van de Goor
Sebastiaan Jacques Henri (Bas) van de Goor (Oss, 4 september 1971) is een Nederlands oud-volleyballer die tot de meest succesvolle volleyballers van Nederland behoort.

## Biografie

### Volleyballer
Van de Goor, 2,10 meter lang, speelde als middenman. Hij speelde in de Nederlandse en Italiaanse competitie en won vele prijzen, in beide competities en internationaal, waaronder een gouden medaille op de Olympische Spelen van 1996 en drie maal de Champions League. Hij maakte zijn debuut in de Nederlandse competitie in 1989 en moest zijn carrière beëindigen wegens blessures in 2005. Van de Goor speelde 295 interlands. De oud-volleyballer speelde zestien jaar op het hoogste niveau: acht jaar voor Dynamo en acht jaar voor de Italiaanse clubs Modena en Sisley Treviso. Daarvoor speelde bij in Oss bij Ovoco, waar hij als jeugdspeler begon en tot de 3e divisie kwam in het 1e team.

### Na zijn carrière
Na zijn actieve loopbaan werd Van de Goor technisch directeur bij volleybalclub SV Dynamo in Apeldoorn. Na deze functie zeven maanden bekleed te hebben, stapte Van de Goor per direct op in begin februari 2006. Van de Goors gaf als reden voor zijn vertrek op dat hij zelf vond te snel van speler naar een managementfunctie was overgestapt.
Zijn jongere broer Mike is eveneens een succesvol beroepsvolleyballer.

## Fysieke Ongemakken
Gedurende en na zijn carrière werd Van de Goor geconfronteerd met verschillende fysieke uitdagingen. Naast de volleybalklachten in knie, schouder en rug kreeg hij in 1991 de ziekte van Pfeiffer, in 1995 hepatitis A, in 2001 een CVA (bloedprop in de hersenen), in 2003 diabetes type 1, in 2016 lymfeklierkanker en in 2022 brak hij zijn heup door een fietsongeval.

## Bas van de Goor Foundation
Na zijn volleybalcarrière richtte Van de Goor de Bas van de Goor Foundation op. Deze stichting heeft als missie mensen met diabetes in beweging te brengen naar een betere kwaliteit van leven. Van de Goor heeft zelf diabetes type 1 en deelt zijn ervaring en bekendheid om bewustzijn te creëren en fondsen te werven. Voor meer informatie kijk op: www.bvdgf.org

## Andere Activiteiten
Van de Goor wordt sinds 2013 door de Nederlandse Volleybal Bond en TIG-sports ingezet als toernooidirecteur van internationale volleybaltoernooien. Waaronder de WK Beach 2015 in Den Haag, EK Beach 2019, het OKT vrouwen indoor in Apeldoorn in 2020.
Vanaf 2017 is Van de Goor ook voorzitter van de vakjury van de sportverkiezingen. Tijdens het door NOC*NSF en NOS georganiseerde sportgala wordt in verschillende categorieën gekozen wie de beste atleten en coaches zijn. De andere vakjuryleden zijn: Toon Gerbrands, Arjen Robben, Bettine Vriesekoop, Femke Heemskerk, Ellen van Langen, Lisette van der Geest, Marcel Geestman en Jelmar Bos.

## Clubs
| club             | land | van  | tot  |
| ---------------- | ---- | ---- | ---- |
| SV Dynamo        | NED  | 1989 | 1994 |
| Pallavolo Modena | ITA  | 1994 | 2000 |
| Sisley Volley    | ITA  | 2000 | 2002 |
| SV Dynamo        | NED  | 2002 | 2005 |

## Club Volleybal
Van de Goor speelde voor verschillende vooraanstaande volleybalclubs in binnen- en buitenland gedurende zijn carrière. Als middenaanvaller speelde hij vijf jaar voor SV Dynamo, zes jaar voor het Italiaanse Modena, twee jaar voor Treviso om vervolgens weer af te sluiten in Apeldoorn, waar hij nog drie jaar speelde voordat hij in april 2005 zijn laatste wedstrijd speelde. Gedurende zijn tijd bij deze clubs behaalde Van de Goor talloze prijzen en hielp hij zijn teams bij het winnen van meerdere kampioenschappen en bekers.

#### Piet Zoomers/D
Van de Goor komt in zijn eerste jaar bij de net gepromoveerde club uit Apeldoorn terecht in het team dat gecoacht wordt door Paul van Sliedrecht. Het eerste landskampioenschap werd gewonnen in 1991. Na vier jaar speelde Van de Goor in de zomer met het Nederlands team het EK in Finland. Maar hij bleef nog 1 jaar in Nederland. Na het vijfde seizoen in Apeldoorn en een zomer met het Nederlands team dat resulteerde in een WK-finale kiest Van de Goor uiteindelijk voor een Italiaans avontuur.

#### Modena Volley
Het eerste jaar speelde van de Goor bij de Italiaanse topclub Modena, in de gelijknamige Italiaanse volleybalhoofdstad. Hij speelde samen met de Russische middenaanvaller Rouslan Olikhver, Marco Bracci, Fabio Vullo, Juan-Carlos Cumminetti en Luca Cantagalli. In het eerste jaar winnen ze de Grand Slam: de Europa Cup 2, de Italiaanse beker en het landskampioenschap. Een jaar later wordt voor de tweede keer in de historie van de club ook de Champions League gewonnen. In de jaren erna speelt van de Goor met spelers als Andrea Giani, Andrea Lucchetta en Alexei kazakov. In totaal speelt Van de Goor zes jaar in Modena en verhuist in 2000, na de Olympische Spelen van Sydney, naar Treviso.

#### Sisley Treviso
De laatste twee jaren in Italië zijn Pasquale Gravina, Lorenzo Bernardi, Allessandro Fei, Alberto Cisolla en Dimitry Fomin zijn teamgenoten. Evenals de met hem meegekomen spelverdeler Fabio Vullo. In het eerste jaar wordt het landskampioenschap gewonnen. In het tweede jaar wordt Van de Goor halverwege het seizoen getroffen door een TIA en is voor de rest van het seizoen uitgeschakeld. Zijn laatste wedstrijd in Italië speelde hij eind december 2001 in en tegen Trento.

#### Piet Zoomers/D
Na deze moeilijke periode besloot Van de Goor terug te gaan naar Nederland en weer voor Piet Zoomers/D te gaan spelen. Hij speelt daar nog drie jaar onder de trainers Toon Gerbrands en Jeroen Bijl. Naast het landskampioenschap wint het team ook voor het eerst in de historie de Top Teams Cup. Eind april 2005 sluit van de Goor zijn carrière af, met een verloren finale tegen het team van coach Peter Blangé, de spelverdeler die aan zijn zijde stond tijdens zijn loopbaan in het Nederlands team.

## Nationaal Team

#### Richting Atlanta 1996
Na de Olympische Spelen in Barcelona in 1992, waar de zilveren medaille werd behaald, staat het Nederlands team voor een nieuwe periode. Het Bankras-model wordt afgeschaft, coach Arie Selinger stopt en Joop Alberda wordt de nieuwe bondscoach. Een aantal spelers van het zilveren team gaan door; Peter Blangé, Ron Zwerver, Jan Posthuma, Ronald Zoodsma, Rob Grabert, Henk-Jan Held en Olof van der Meulen. Aangevuld met nieuwe talenten als Richard Schuil, Guido Görtzen, Jeroen Bijl, Misha Latuhihin en Bas van de Goor. In de eerste helft van de zomers reist het team de hele wereld over vanwege deelname aan de WVL, de World Volleybal League. In het eerste jaar (1993) speelt van de Goor niet. In de tweede helft van de zomers bereidt het team zich voor op het toernooi dat zich aan het einde van de zomer afspeelt. In de oneven jaren de Europese kampioenschappen en in de even jaren om en om het wereldkampioenschap en de Olympische Spelen. In die jaren haalt het Nederlands volleybalteam ieder jaar de finale van het grote eindevenement. In 1993 (EK), 1994 (WK) en in 1995 (EK) verliest het team echter steeds de finale van Italië. Langzaam krijgt Van de Goor meer speelminuten en speelt hij zich in de basis. Bijzonder is dat in 1994 Van de Goor de WVL begint als buitenaanvaller en dat dat de hele zomer tot en met de WK finale zijn plaats blijft. Een jaar later keert hij terug op het midden daar zal hij tot het einde van zijn interlandcarrière blijven staan. Absolute hoogtepunten zijn de kwalificatie voor de Olympische Spelen, de winst in de World Volleybal League in Rotterdam in 1996 en de Olympische gouden medaille na een enerverende finale tegen Italië die met twee punten verschil in de vijfde set wordt gewonnen. Deze wedstrijd wordt later door de Nederlandse kijkers van Studio Sport gekozen tot hét sportmoment van de eeuw.

#### Richting Sydney 2000
Met een nieuw team begint de nieuwe bondscoach Toon Gerbrands aan de weg naar de Olympische Spelen van 2000 in Sydney. Als regerend Olympisch kampioen kwalificeert het team zich ternauwernood voor de Spelen van Sydney. Tijdens het laatste Olympische Kwalificatietoernooi in een kolkend Frans stadion wordt Frankrijk met 1-3 verslagen en is deelname zeker. Met deze laatste overwinning werd een moeilijke periode afgesloten. De gouden medaille van 1996 weegt zwaar en iedere wedstrijd is voor de tegenstanders een wedstrijd tegen de olympisch kampioen. Uiteindelijk sluit het team deze Olympische cyclus af met een tweede plaats in de poule. In kwartfinale wordt met 3-2 verloren van de latere kampioen Joegoslavië. Na winstpartijen tegen Australië en Brazilië eindigt het team op de vijfde plaats. 

## Palmares
| Jaar | Prestaties | Team                                                            |
| ’90  | Dynamo-Toernooi | Nederlands Team                                                 |
| '91  | Nederlands kampioen | Piet Zoomers/D                                                  |
| '93  | Nederlands kampioen Beste speler Nederlandse competitie Nederlands beker | Piet Zoomers/D Piet Zoomers/D                                   |
| '94  | Nederlands kampioen Nederlands beker Nederlands Supercup Haarlemse Volleybal Week Beste speler Nederlandse competitie | Piet Zoomers/D Piet Zoomers/D Piet Zoomers/D Nederlands Team    |
| '95  | Italiaanse kampioen Italiaanse beker Europa Cup 2 Beste blokkeerder EC 2 Europese Supercup Beste blokkeerder Europees kampioenschap Beste aanvaller Worldcup | Modena (Italië) Modena (Italië)                                 |
| '96  | Europa Cup 1 World League Olympische Spelen Beste aanvaller Olympische Spelen Italiaanse Supercup Beste aanvaller Top 6 Japan Beste speler van Europa | Modena (Italië) Nederlands Team Nederlands Team Modena (Italië) |
| '97  | Italiaans kampioen Beste speler bekerfinale Italiaanse beker Beste aanvaller World League Beste blokkeerder EC 1 Europa Cup 1 Europees kampioen Beste aanvaller Italiaans Kampioenschap Beste aanvaller Grand Championscup Beste speler Italiaans kampioenschap | Modena (Italië) Modena (Italië) Modena (Italië) Nederlands Team |
| '98  | Italiaanse beker Europa Cup 1 Italiaanse Supercup | Modena (Italië) Modena (Italië)                                 |
| '99  | Beste aanvaller Europees Kampioenschap Beste blokkeerder Europees Kampioenschap Beste blokkeerder Italiaans kampioenschap |                                                                 |
| '00  | Italiaans Supercup Beste blokkeerder Europese Supercup | Treviso (Italië) Treviso (Italië)                               |
| '01  | Italiaans kampioen Italiaanse Supercup | Treviso (Italië) Treviso (Italië)                               |
| '03  | Top Teams Cup Nederlands kampioen | Piet Zoomers/D Piet Zoomers/D                                   |
| ’18  | Geïntroduceerd in de Hall of Fame |                                                                 |

Peter Blangé · Rob Grabert · Guido Görtzen · Henk-Jan Held · Misha Latuhihin · Jan Posthuma · Brecht Rodenburg · Richard Schuil · Bas van de Goor · Mike van de Goor · Olof van der Meulen · Ron Zwerver
Peter Blangé · Albert Cristina · Martijn Dieleman · Bas van de Goor · Mike van de Goor · Guido Görtzen · Martin van der Horst · Joost Kooistra · Reinder Nummerdor · Richard Schuil
- Virtual International Authority File: 287749527